# Louise Talma
Louise Juliette Talma (Arcaishon, França, 31 d'octubre de 1906 - Saratoga Springs, Nova York, 1996) fou una compositora i pianista estatunidenca d'origen francès. Deixeble de Nadia Boulanger, va ser la primera dona estatunidenca a qui se li va estrenar una òpera a Europa The Alcestiad.

## Biografia
Va néixer a l'Arcaishon, França, filla d'Alma Cecile Garrigues, soprano estatunidenca d'orígens francès i danès qui va canviar el seu nom a Cecile Talma i d'un pare d'identitat desconeguda. Juntament amb la seva mare va emigrar a Nova York l'any 1914 Malgrat va començar la seva carrera com a concertista, va interessar-se per la composició, estudiant amb Harold Brockway i Percy Goetschius al Institute of Musical Art (actual Juilliard School) entre 1922 i 1926. L'any 1927 va començar a estudiar amb Nadia Boulanger al Conservatori Estatunidenc de Fontainebleau, anant-hi cada estiu durant catorze anys. La influència de la seva mestra va ser notòria, portant-la a convertir-se al catolicisme l'any 1934 amb Boulanger com a padrina. Arran d'aquest fet, Talma va començar a escriure obres de caràcter religiós Va treballar com a professora al Hunter College de Nova York entre 1928 i 1979 i va ser la primera estatunidenca en formar part del professorat de l'escola de Fontainebleau.

## Estil
Louise Talma va passar per diferents etapes estilístiques al llarg de la seva vida les quals són les següents:

### Primera etapa: Neoclassicisme (1925-1952)[5]
A les seves primeres obres, Talma mostra la influència dels seus coneixements en contrapunt i del seu estudi de Stravinski de la mà de Boulanger. Exemples d'això són la Sonata per a piano núm. 1 (1943) i la Toccata per a orquestra (1944)

### Segona etapa: Serialisme (1952 - 1967)[7]
Després d'escoltar el quartet de corda d'Irving Fine (1952), Talma comença a experimentar amb el serialisme. Exemples d'aquesta etapa són els Sis Estudis per a piano (1953) o el seu Quartet per a corda (1954).

### Tercera etapa: Atonalisme no serial (1967-1996)
L'última etapa de Talma es caracteritza per una relaxació del sistema serial. Exemple d'això seria la seva obra Celebration (1976-77)

## Obra

### Òpera
- The Alcestiad (1962)

### Vocal

#### Coral
- La belle dame sans merci (1929–30)
- 3 Madrigals (1929–30)
- In principio erat verbum (1930)
- The Divine Flame (1946–8)
- The Leaden Echo and the Golden Echo (G.M. Hopkins), (1950–51)
- Let’s Touch the Sky (e.e. cummings), (1952)
- La corona (J. Donne), 7 sonnets, (1954–5)
- A Time to Remember (1966–1967)
- Voices of Peace (1973)
- Celebration (1976–7)
- Ps lxxxiv (1978)
- Mass for the Sundays of the Year (1984)
- Mass in English (1984)
- A Wreath of Blessings (1985)
- Give Thanks and Praise (1989)
- In Praise of a Virtuous Woman (1990)
- Ps cxv (1992)

### Altres obres vocals
- One need not be a chamber to be haunted (1941)
- Carmine Mariana (1943–5)
- Leap before you look (1945)
- Letter to St Peter (1945)
- Pied beauty, spring and fall (1946)
- 2 Sonnets (1946–50)
- Birthday Song (1960)
- All the Days of my Life (1963–5)
- The Tolling Bell (1967–9)
- Rain Song (1973)
- Have you Heard? Do you Know? (1978–9)
- Variacions sobre 13 Ways of Looking at a Blackbird (1979)
- Wishing Well (1986)
- Infanta Marina (1988)
- The Lengthening Shadows (1991–2)

### Instrumental
- Toccata per a orquestra (1944)
- Song and Dance per a violí i piano (1951)
- Quartet de corda (1954)
- Sonata per a violí i piano (1962)
- Dialogues per piano i orquestra (1963–4)
- 3 Duologues, per a clarinet i piano (1967–8)
- Summer Sounds, per a clarinet, dos violins, viola i violoncel (1969–73)
- Lament, per a violoncel (1980)
- The Ambient Air, per a flauta, violí, violoncel i piano (1980–83)
- Studies in Spacing, per a clarinet i piano (1982)
- Fanfare for Hunter College, per a 2 trompetes i 3 trombons (1983)
- Full Circle, per a orquestra de cambra (1985)
- 7 Episodes, per a violí, viola i piano (1986–7)
- Conversations, per a flauta i piano (1987)
- Spacings, per a viola i piano (1994)

#### Obres per a piano
- Four-Handed Fun, per a dos pianos (1939)
- Sonata per a piano 1 (1943)
- Sonata per a piano 2 (1944–5)
- Soundshots, 20 peces curtes, (1944–74)
- Alleluia en forma de Tocatta, (1945)
- Wedding Piece (1946)
- Venetian Folly (1946–7)
- Pastoral Prelude (1949)
- Bagatelle (1950)
- 6 Etudes, (1953–4)
- 3 Bagatelles (1955)
- Passacaglia and Fugue (1955–62)
- Textures (1977)
- Kaleidoscopic Variations (1984)
- Ave atque vale (1989)